# العريش (السبرة)

تعديل مصدري - تعديل

العريش هي إحدى قرى عزلة بلادالشعيبي السفلى بمديرية السبرة التابعة لمحافظة إب، بلغ تعداد سكانها 179 نسمة حسب تعداد اليمن لعام 2004.